# Ferrovias Nacionais do Zimbábue
As Ferrovias Nacionais do Zimbábue (NRZ; em inglês: National Railways of Zimbabwe) é uma empresa estatal do Zimbábue que opera o sistema ferroviário nacional do país. Está sediada na cidade de Bulavaio. Além da sede, possui um centro administrativo-comercial em Harare e um centro de manutenções em Gweru.
Em 2008, possuía uma malha viária de 3.394 km, sendo uma das mais longas de toda a África. Estavam eletrificados naquele ano 313 km, que ligavam Gweru a Harare. Os trilhos suportam uma carga por eixo de 18,6 toneladas, sendo em sua totalidade na bitola do Cabo (1.067 mm).

## Histórico
O percurso histórico da NRZ inicia-se com a criação da Companhia Ferroviária da Bechuanalândia (em inglês: Bechuanaland Railway Company) em 24 de maio de 1893. Teve seu nome alterado para Ferrovias da Rodésia Ltda (RR; em inglês: Rhodesia Railways Limited) em 1º de julho de 1899.
Paralelamente em 13 de abril de 1897 funda-se a Companhia Ferroviária da Maxonalândia (MRC; Mashonaland Railway Company). Em 1º de março de 1905 a pequena empresa Mina de Ouro Airshire & Companhia Ferroviária Lomangundi (Ayrshire Gold Mine & Lomangundi Railway Company) — que havia sido fundada em 1900 — funde-se com a MRC. Fato similar ocorreria com a Ferrovia Beira & Maxonalândia (também fundada em 1900), mas que fundiu-se 1 de outubro de 1927 com a MRC. Por fim, a própria MRC seria absorvida pela empresa Ferrovias da Rodésia Ltda em 31 de março de 1937.
Em 1938, a empresa possuía 236 locomotivas a vapor, 2 automotoras a vapor, 360 carros de passageiros und 4364 vagões de carga.
Em 1 de abril de 1947 a Ferrovias da Rodésia Ltda (RR) torna-se uma estatal, conservando o nome Ferrovias da Rodésia (perde-se o Limited).
A rota de Plumtree (Zimbábue) a Mafikeng (África do Sul), atravessando o Botsuana (que estava concessionada às RR), foi vendida às Ferrovias da África do Sul em dezembro de 1959.
O Zambia Railway Board (atual empresa Ferrovias da Zâmbia-ZR) foi fundado e a rede de rotas na Zâmbia foi desmembrada em 1 de julho de 1967. Na mesma data, o trecho Harare-Mutare do Caminho de Ferro de Machipanda foi entregue à administração dos Portos e Caminhos de Ferro de Moçambique.
Em 1 de julho de 1979 as RR tornam-se as Ferrovias do Zimbábue-Rodésia (Zimbabwe Rhodesian Railways) e, no ano seguinte (em 1 de maio), ganha o seu nome atual, Ferrovias Nacionais do Zimbábue (NRZ).
Em 1983 é iniciada a eletrificação de um troço de 305 km entre Harare e Dabuka. O primeiro comboio elétrico circulou em 22 de outubro de 1983, com a conclusão das obras ocorrendo em dois anos depois.
Em 1987, a NRZ renunciou à propriedade das linhas interiores do Botsuana (ato resquício do perído colonial), dando origem à estatal ferroviária daquele país, as Ferrovias da Botsuana (ou Botswana Railways).
Em 1996, o governo do Zimbábue estabeleceu uma concessão privatizada à empresa New Limpopo Projects Investments Ltd (NLPI), para a construção de uma nova ligação entre Bulavaio e Beitbridge, proporcionando assim uma ligação ferroviária mais direta com a África do Sul. A NLPI fundou a empresa Beitbridge Bulawayo Railway Ltd para operar a nova ligação. A linha foi inaugurada em 15 de julho de 1999.
Em 1997 ocorre a desregulamentação da indústria de transporte, que removeu o monopólio do setor detido pela NRZ, fato que fez a empresa entrar em profunda decadência e acumular prejuízos crescentes.
Entre de maio e julho de 2017 foi iniciado um processo de licitação para recapitalização/privatização da empresa. Seis empresas submeteram suas propostas com sucesso. A vencedora do processo foi a Diaspora Infrastructure Development Group (DGIG), um consórcio entre empresas zimbabuenses e sul-africanas. Posteriormente a licitação foi cancelada devido a irregularidades.

## Principais linhas operadas
- Caminho de Ferro de Machipanda: troços entre Mutare, Harare, Gweru e Bulavaio;[8]
- Caminho de Ferro do Limpopo: troços entre Somabula, Zvishavane, Rutenga e Sango / Nyangambe;[8]
- Ferrovia Cabo-Cairo: troço entre Plumtree e Victoria Falls.[8]

### Ramais operados
- Ramal de Chinhoyi: conecta a cidade de Harare à vila de Chinhoyi;[8]
- Ramal Maryland-Kildonan: um sub-ramal do ramal Harare-Chinhoyi, que sai da vila de Maryland e vai para a vila de Kildonan;[8]
- Ramal de Bindura: um sub-ramal do ramal Harare-Chinhoyi, que sai da cidade de Harare e vai para a aldeia de Shamva;[8]
- Ramal Gweru-Masvingo: conecta a cidade de Gweru à cidade de Masvingo;[8]
- Ramal de Shurugwi: um sub-ramal do ramal Gweru-Masvingo, que sai da cidade de Gweru e vai para a aldeia de Shurugwi;[8]
- Ramal de Incisa: na cidade de Incisa;[8]
- Ramal de Redcliff: na localidade de Redcliff;[8]
- Ramal Nandi-Mkwasine: conecta a aldeia de Mbizi à aldeia de Mkwasine;[8]
- Ramal de Noelvale: na cidade de Zvishavane.[8]